# Chiesa dei Santi Faustino e Giovita (Malonno)
La chiesa dei Santi Faustino e Giovita è la parrocchiale di Malonno, in provincia e diocesi di Brescia; fa parte del zona pastorale dell'Alta Val Camonica.

## Storia
La primitiva chiesa malonnese, fondata dai monaci bresciani appartenenti al monastero di San Faustino, sorse tra i secoli XI e XII.
Tra il Due e il Trecento venne edificata una nuova chiesa; l'edificio fu ampliato nel XV secolo ed entro il Cinquecento venne eretto il campanile.
Dalla relazione della visita pastorale dell'arcivescovo di Milano Carlo Borromeo s'apprende che il beneficio era pari a 80 scudi, che a servizio della cura d'anime v'erano il parroco e un sacerdote mercenario, che i fedeli ammontavano a 1643 e che la parrocchiale dedicata a Santa Maria della Lava, nella quale era collocato un unico altare e che aveva come filiali le chiese di San Lorenzo, di San Bernardino, di San Bernardo e di San Rocco, era insufficiente a soddisfare le esigenze della popolazione.
Nel 1702 il vescovo di Brescia Daniele Marco Dolfin trovò che il reddito era pari a 75 scudi, che il clero era costituito dal parroco e da tre cappellani coadiutori e che i fedeli ammontavano a 1500; nel 1717 la parrocchialità fu trasferita presso la chiesa dei Santi Faustino e Giovita.
Nel 1731 venne posta la prima pietra della nuova parrocchiale, fondata dal conte Leonida Celeri; l'edificio fu poi portato a termine nel 1731 e consacrato il 23 agosto 1829 dal vescovo di Brescia Gabrio Maria Nava.
Nella prima metà del Novecento la struttura fu danneggiata da un incendio e, pertanto, dovette venir restaurata e ripristinata.
Il tetto dell'edificio fu rifatto negli anni settanta, mentre le chiese fu restaurata completamente tra il 1986 e il 1987, per poi confluire il 14 aprile 1989 nella neo-costituita zona pastorale dell'Alta Val Camonica, come stabilito dal Direttorio diocesano per le zone pastorali.

## Descrizione

### Esterno
La facciata della chiesa, a capanna, è suddivisa da una cornice marcapiano in due registri, entrambi spartiti da sei lesene; quello inferiore presenta il decorato portale d'ingresso, mentre quello superiore, coronato dalla cimasa di forma curvilinea, è caratterizzato da un finestrone.

### Interno
L'interno dell'edificio si compone di un'unica navata, ospitante sui lati gli altari minori e caratterizzata da un cornicione sopra il quale si imposta la volta a vela; al termine dell'aula si sviluppa il presbiterio a pianta quadrangolare e anch'esso voltato a vela.
Opere di pregio qui conservate sono la pala dell'altare maggiore, dipinta nel XVIII secolo da Giulio Quaglio, gli affreschi del 1761, eseguiti da Paolo Corbellini, e quelli del 1789, di Domenico Giuseppe Quaglio, il settecentesco altare maggiore, costruito dalla bottega di Carlo Gerolamo Rusca, e il gruppo ligneo del Triduo dei Morti, intagliato dai Fantoni, oltre al pregevole organo Bonatti di metà settecento, l'unico nella Valle Camonica.